# St. Mariä Geburt (Lengenfeld unterm Stein)

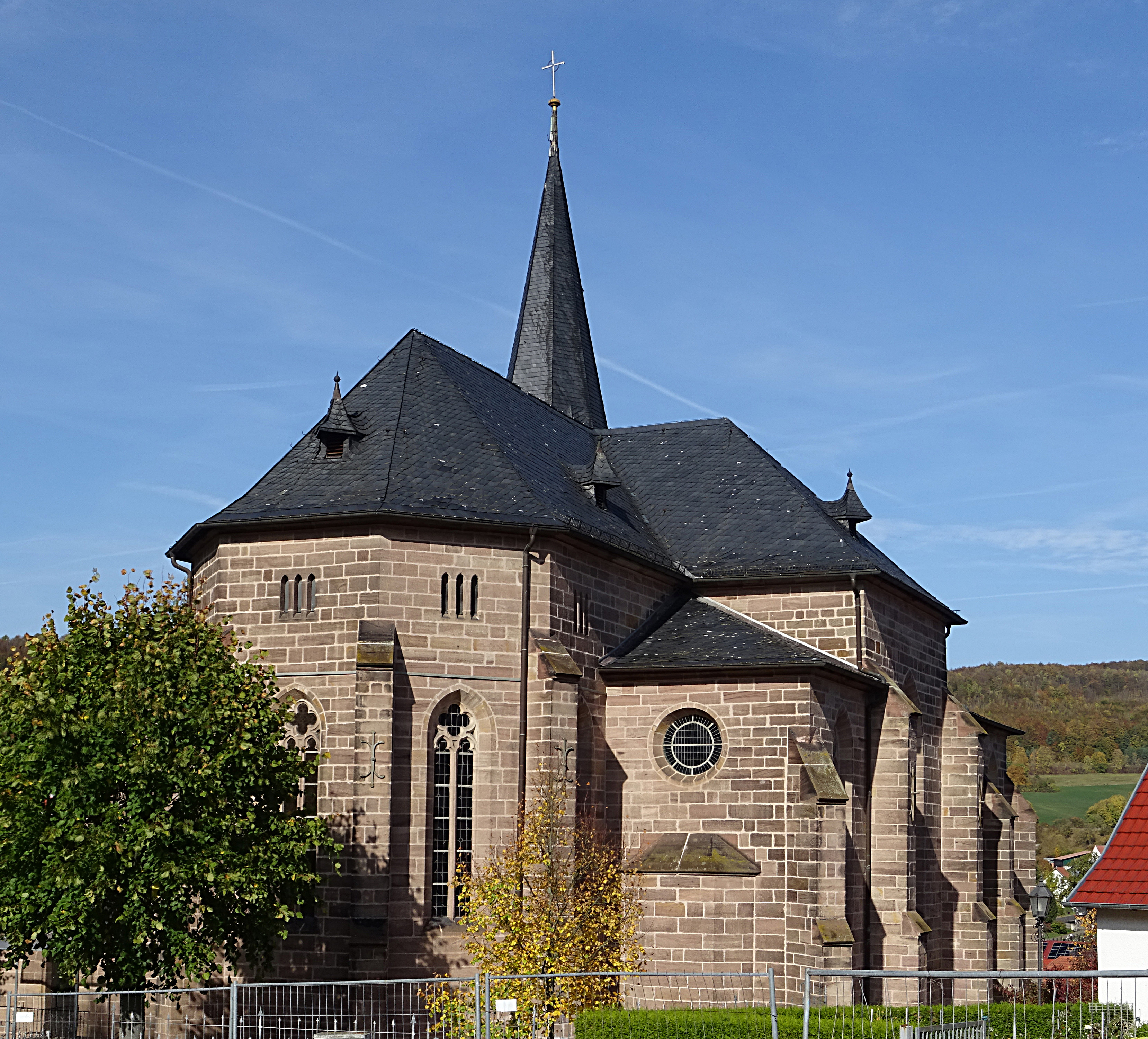
St. Mariä Geburt von Süden

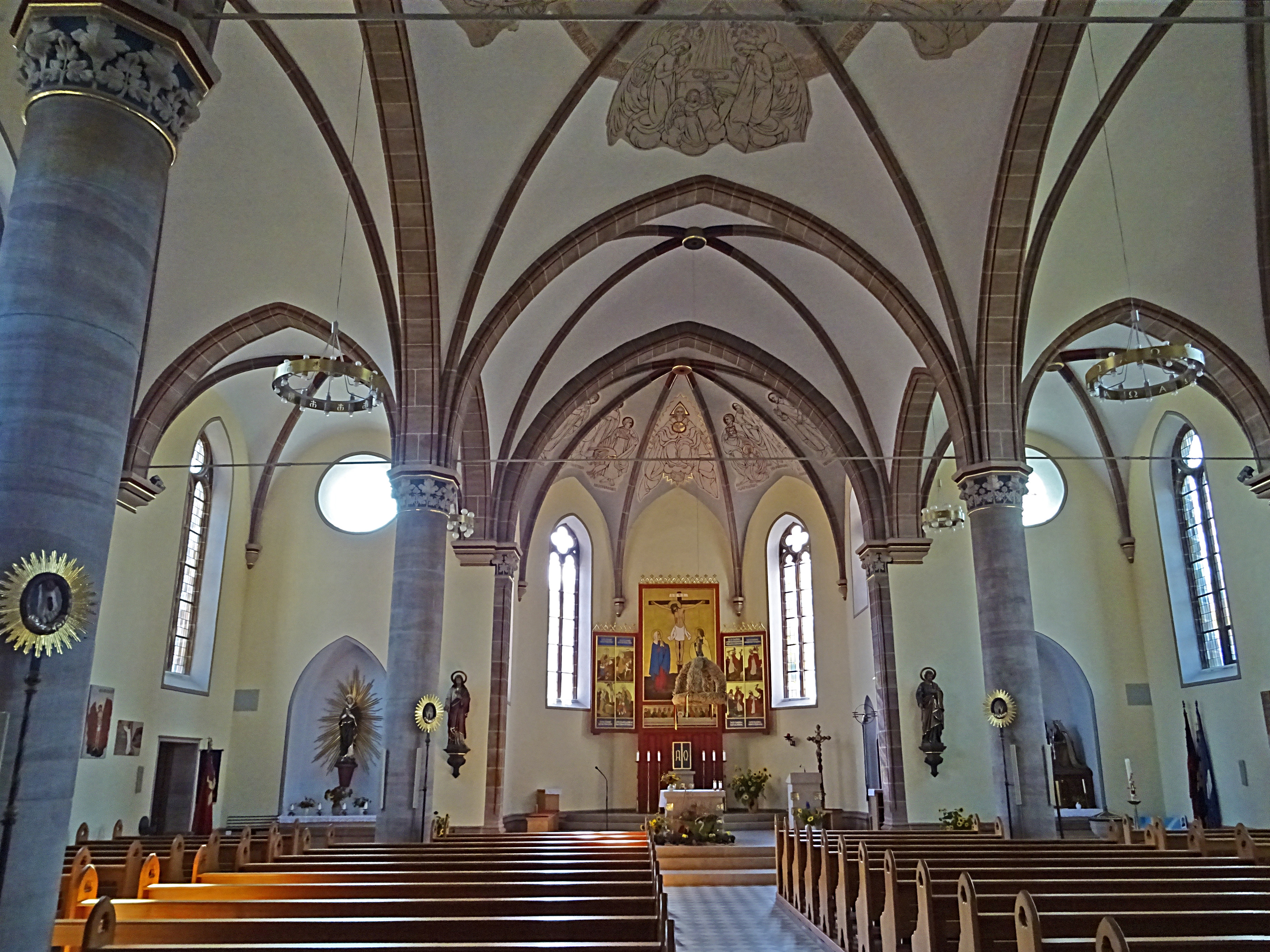
Innenansicht

Die römisch-katholische Pfarrkirche St. Mariä Geburt steht in Lengenfeld unterm Stein im thüringischen Unstrut-Hainich-Kreis. Sie ist die Pfarrkirche der Pfarrei St. Anna Lengenfeld unterm Stein im Dekanat Dingelstädt des Bistums Erfurt. Sie trägt das Patrozinium Mariä Geburt.

## Lage
Die Kirche steht auf dem Kirchberg in Lengenfeld unterm Stein. Die Gebäudeachse liegt heute in Nordsüdrichtung, der Chor befindet sich im Süden.

## Geschichte
Der Vorgängerbau wurde spätestens 1517 errichtet. Der Kirchturm wurde 1661 gebaut und im 1719 verändert, wie eine Inschrift am Portal im Turm angibt. Die neugotische Kirche wurde 1882–84 nach Plänen des Baumeisters Hartmann aus Worbis in  Formen in Werksteinen gebaut und wurde am 11. August 1898 geweiht.
Größere Renovierungen fanden 1905, 1934 und durchgreifend im Inneren 1961–72 statt.

## Architektur
Diese Kirche ist gleichermaßen Zentralbau und Staffelhalle: Die hohen Joche bilden ein Kreuz, das sich südwärts in den Chor fortsetzt, aber an den Seiten nur geringfügig im Sinne von Querhausarmen vorsteht. Der Innenraum ist mit Kreuzrippengewölben auf runden Pfeilern gedeckt. Die Gewölbe der hohen Joche beginnen in gleicher Höhe wie diejenigen der niedrigen Joche, die die Winkel zwischen den Kreuzarmen füllen.
Der Chor hat einen dreiseitigen oder Fünfachtelschluss. Einige Fenster sind mit Maßwerk geschmückt. Sämtliche Dächer sind schiefergedeckt.
Die unteren Geschosse des aus Bruchsteinen gebauten alten Turms im Nordwesten wurden beibehalten.

## Ausstattung
Die Kirchenausstattung stammt vorwiegend aus dem 19. Jahrhundert. Die 16 Bilder der Kreuzwegstationen hat Joseph Richwien gemalt.

## Orgel

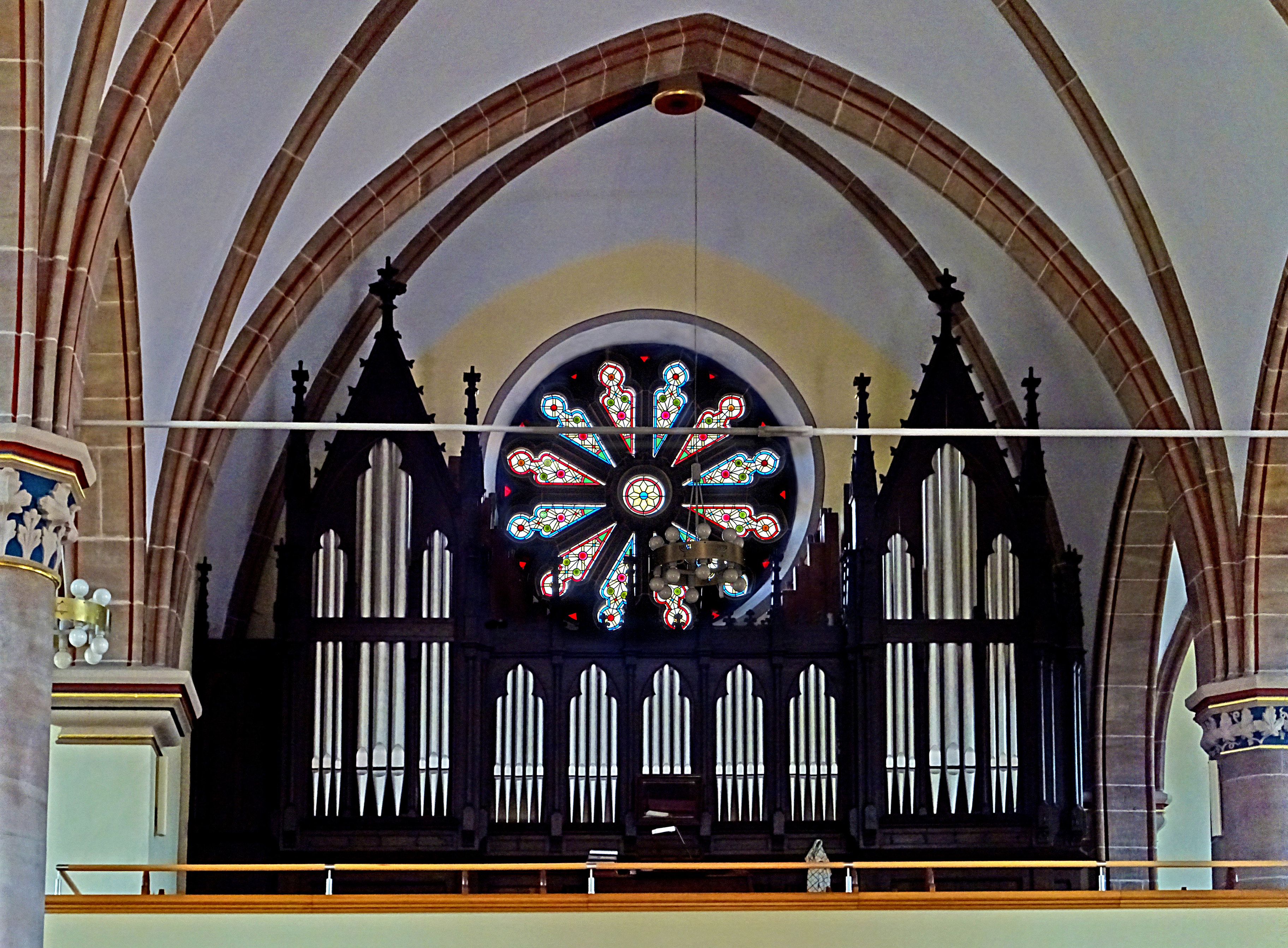
Orgel und Rosettenfenster

Die Orgel mit 26 Registern, verteilt auf 2 Manuale und Pedal, wurde 1885 von Robert Knauf & Sohn gebaut und 1935 von Wiegand Helfenbein umgebaut.

## Tourismus
Sie  und ist Teil des Südeichsfelder Krippenweges.